# Аудиология
Аудиология (лат. audīre — слышать, греч. -λογία, -logia — учение, наука) — раздел медицины, изучающий нарушения функций органов слуха. Современная клиническая аудиология занимается вопросами этиопатогенеза болезней органа слуха человека, их топической и дифференциальной диагностики, разработки средств для реабилитации, профилактики и функциональной компенсации слуховых нарушений, а также вестибулярными патологиями.
Клиническая аудиология использует достижения анатомии, физиологии, эмбриологии и генетики слуховой системы и вестибулярного аппарата человека, физики, в том числе акустики.
Применяя различные методы обследования (проверку слуха, измерения отоакустической эмиссии, проверку вестибулярного аппарата и электрофизиологические тесты), врач-аудиолог определяет, находится ли слух пациента в пределах нормы, а если нет, какие частоты (высокие, средние или низкие) и в какой степени не воспринимаются, локализацию поражения (наружное, среднее, внутреннее ухо, слуховой нерв, центральная нервная система). Кроме аудиологических и вестибулярных проблем, аудиологи изучают и другие не менее распространённые медицинские проблемы, такие как тиннитус (шум и звон в ушах), гиперакузия и мизофония (повышение чувствительности к звуковым раздражителям), нарушения слуховой обработки (патология, связанная с распознаванием звуков головным мозгом, а не самим ухом), слухопротезирование (обучают правильному применению и уходу за слуховыми аппаратами и/или кохлеарными имплантатами, предупреждают возможные технические и медицинские проблемы).

## История
Использование терминов «аудиология» и «аудиолог» в публикациях прослеживается начиная с 1946 года. Создатель термина остается неизвестным, но Бергер как возможных создателей называл следующих: Майер Б.А. Шир, Уиллард Б. Харгрейв, Стэнли Новак, Норман Кэнфилд или Рэймонд Кархарт. В биографическом профиле Роберта Галамбоса Хэллоуэллу Дэвису приписывают введение этого термина в 1940-х годах, при этом упоминается, что распространенный тогда термин «тренировка слуха» зачастую воспринимался как метод обучения людей тому, как шевелить ушами. Первый университетский курс для аудиологов в США был предложен Кархартом в Северо-Западном университете в 1946 году.
Как всемирно признанная самостоятельная дисциплина аудиология оформилась в Стокгольме в 1949 г. на Международной аудиологической конференции.
Термин «аудиология» появился в результате междисциплинарного сотрудничества. Значительная распространенность потери слуха, наблюдаемая среди ветеранов после Второй мировой войны, вдохновила многих учёных и врачей на создание этой области науки. Международное общество аудиологов (ISA) было основано в 1952 году, чтобы «… способствовать получению знаний, защите и реабилитации человеческого слуха» и «… выступать в качестве защитника профессии и людей с нарушениями слуха во всем мире». Оно способствует взаимодействию между национальными обществами, ассоциациями и организациями, имеющими схожие миссии, путем организации всемирных конгрессов, проводимых раз в два года, посредством публикации научного рецензируемого Международного журнала аудиологии и предлагая поддержку усилиям Всемирной организации здравоохранения по удовлетворению потребностей людей с нарушениями слуха.
В СССР во время и после Великой Отечественной войны появилась острая потребность в медицинском и психологическом обслуживании контуженных, инвалидов по слуху и речи; в специализированных учреждениях ими занимались невропатологи, психиатры, логопеды, физиологи и др., чья работа и заложила практическую основу молодого направления. После войны в странах соцлагеря организационные принципы, выработанные за тот период, были использованы при создании аудиологических центров; аудиология получила развитие в Комиссии по акустике АН СССР, лаборатории звукового анализатора Института физиологии им. И.П. Павлова, лаборатории акустики и фонетики Института дефектологии Академии педагогических наук СССР, в институтах гигиены и профессиональных заболеваний, научно-исследовательских институтах болезней уха, носа и горла и некоторых ЛОР-клиниках.
Непосредственной предшественницей аудиологии стала сурдология - медико-педагогическое направление, непосредственными задачами которого являются изучение детской тугоухости и глухоты и связанных с ними речевых проблем, реабилитация, воспитание и обучение таких детей.

## Практика
Практическая часть аудиологии включает в себя:
- массовые проверки слуха у детей и взрослых с использованием аудиометрических тестов с целью обнаружения у них тугоухости и определения её степени на ранней стадии заболевания, когда профилактические и лечебные меры наиболее эффективны;
- дифференциальную диагностику и прогноз тугоухости;
- ведение больных с выявленной тугоухостью - в частности, профессиональные консультации, выбор типа школы для обучения детей, вопросы слухопротезирования и подбор слуховых аппаратов и/или кохлеарных имплантатов, обучение пользованию ими и тренировка, реэдукация слуха (улучшение слуха после его потери путём упражнений, в том числе со слуховым аппаратом), обучение чтению с губ;
- экспертиза тугоухости, в том числе среди сурдлимпийских спортсменов;
- проведение разъяснительной работы среди населения.

Аудиология взяла на вооружение технический прогресс, внедрив новейшие на то время технологические новинки, такие как тональные и речевые аудиометры, слуховые аппараты и кохлеарные имплантаты. На современном этапе конструкторы, физики и врачи совершенствуют диагностическую аппаратуру и слуховые протезы, а также разрабатывают новые возможные подходы к лечению аудиологических проблем, в частности, со стороны генетики и нейрофизиологии.